# Akademischer Alpen-Club Zürich
Der Akademische Alpen-Club Zürich (AACZ) ist ein Schweizer Akademischer Gebirgsverein mit Sitz in Zürich.

## Tätigkeiten und Geschichte
Unternommen werden Kletter-, Hoch-, Ski- und Trekkingtouren sowie Expeditionen. An traditionsreichen Anlässen wie dem wöchentlichen Stamm, der Semesteranfangs-, der Semesterschlusssitzung, dem Stiftungsfest, der Weihnachtskneip und dem Rehschnitzelfrass wird ein ungezwungen-geselliges Clubleben gepflegt.
Der Verein wurde 1896 von Studenten der Zürcher Hochschulen gegründet. Die meisten von ihnen waren bereits Mitglieder anderer alpiner Vereine, hatten aber den Wunsch, mit gleichgesinnten studierenden Kollegen in die Berge zu gehen – und nicht, wie damals fast ausschliesslich üblich, am Seil professioneller Bergführer. Die „Vereinigung der Bergsteiger an der Alma mater Turicensis“ hatte zu Beginn den doppelten Charakter eines Alpenclubs und einer Studentenverbindung: Dazu gehörten etwa Bräuche wie der „Clubcantus“ oder die „Weihnachtskneipe“, aber auch die Unterscheidung zwischen „Aktivmitgliedern“ und „Altmitgliedern“. Der Club liess in dieser Tradition auch Couleurkarten herstellen.
In dieser Phase der Pionierzeit des Bergsteigens in den Schweizer Alpen gelangen den Mitgliedern des AACZ zahlreiche Erstbesteigungen und Erstbegehungen, vor allem in den Glarner und Urner Alpen. So bestiegen Wilhelm Paulcke und Victor de Beauclair am 5. Januar 1896 mit dem Oberalpstock zum ersten Mal einen Schweizer Dreitausender mit Ski. Rudolf von Tscharner und Ulrich Wieland führten am 19.–21. April 1924 die erste Skitraversierung des Mont Blanc (mit Skidepot im Col du Dôme) durch. Ueli Campell gelang die erste Ski-Gesamtüberschreitung des Mont Blanc (1930) sowie jene des Monte Rosa (1931) einschliesslich 15 Viertausender-Gipfel.
Die Mitgliederzahlen sind eher klein und lagen zwischen 1920 und 2012 bei ca. 100–120 Mitgliedern. Zu Beginn der 2020er-Jahre stiegen die Mitgliederzahlen auf 170, davon sind 32 Frauen. Studierende, Doktoranden und Postdocs können als Aktive in den Club eintreten und bleiben als Altmitglieder dem Club oft ein Leben lang treu und unterstützen ihn. Ein fixes Tourenprogramm existiert nicht. Die 125-jährige Tradition des selbstverantwortlichen „führerlosen Bergsteigens“ hat sich erhalten. Traditionell ist der AACZ ein sehr internationaler Club sowie Mitglied in der Fédération des Club Alpin Académiques de Suisse (FCAAS).

## Hütten
Im Besitz des Vereins befinden sich die Mischabelhütte (erbaut 1901/02) oberhalb von Saas Fee im Kanton Wallis und die Windgällenhütte (erbaut 1908) im Maderanertal im Kanton Uri. Beide Hütten sind öffentlich zugänglich und bewartet. Sie bilden Ausgangspunkte für Hochtouren im Mischabelgebiet und für Klettertouren und Wanderungen in den Urner Alpen. Des Weiteren gehört dem AACZ eine Selbstversorgerhütte im Fondei zwischen Davos und Arosa, die nur den Mitgliedern zugänglich ist.
Der AACZ gehört der Fédération des Club Alpin Académiques de Suisse (CAA) an, welche wiederum in der Union Internationale des Associations d’Alpinisme (UIAA) vertreten ist. Mit diesem Anschluss ist er gleichberechtigt mit den Mitgliedern anderer alpiner Vereinigungen, und seine Mitglieder geniessen das Anrecht von reduzierten Taxen. Im Gegenzug gewährt er in seinen Hütten den Mitgliedern der anderen Alpenvereine vergünstigte Übernachtungstarife.

## Publikationen
Von Mitgliedern wurden mehrere Kletterführer verfasst, so z. B. der Clubführer Bündner Alpen 7: Rätikon oder der Alpin-Wanderführer Nordbünden, beide von Paul Meinherz. Der erste Clubführer der Urner Alpen wurde 1905 vom AACZ veröffentlicht. Dieses Gebiet wurde bis 1989 vom AACZ bearbeitet.
Der Schweizer Dichter Hans Morgenthaler verarbeitete einige der Bergerlebnisse im AACZ in seinen Büchern.

## Expeditionen
- Hoher Atlas (Marokko) 1934
- Grönland 1938[9][10]
- Cordillera Blanca (Peru) 1948[11]
- Dhaulagiri 1953
- Ostgrönland 1964
- Hindukusch 1972
- Denali 1979
- Minya Konka (China) 1981
- Aksay (Ost-Pamir, Xinjang, China) 1998
- Drohmo (Nepal) 1999
- Kyashar (Nepal) 2003
- Rolwaling (Nepal) 2005
- Batura II (Karakorum) 2006
- Loinbo Kangri / Phola Kyung / Nyainqêntanglha (Tibet) 2006
- Xuelian (China) 2009
- Revelation Mountains (Alaska) 2017
- Changla Himal 2022. Jubilämumsexedition zum 125-jährigen Bestehen des Clubs.

## Bekannte Mitglieder
- Eduard Wagner (Eintrittsjahr 1896, Gründer)
- Robert Helbling (Eintrittsjahr 1896, Gründer)
- Hans Brun (Eintrittsjahr 1896, Gründer)
- Wilhelm Paulcke (1897)
- Victor de Beauclair (1899)
- Theodor Herzog (1900)
- Jules Jacot-Guillarmod (1868–1925, K2-Expedition 1902)
- Willi Rickmer Rickmers (1902)
- Heinrich Spoerry (1905)
- Alphonse de Kalbermatten (1906)
- Rudolf Staub (1908)
- George Finch (1909)
- Hans Morgenthaler (1911)
- Hans Lauper (1924) (Erstbegeher der Nordostwand des Eigers „Lauper-Schild“, 1932[12])
- André Roch (1926)
- Otto Coninx (1938)
- Frédéric Marmillod (1949) (Erstbegeher des Südwestgrats des Aconcagua „Ibanez-Marmillod Route“, 1953[13])
- Hermann Wäffler
- Alfred Zürcher (1953)
- Alfred Kölz (1964)
- Walter Giger (1965)
- Roman Boutellier (1971)
- Gregor Benisowitsch (1979)
- Eduard Imhof (1982)
- Bruce Normand (1996) (Preisträger Piolet d’Or 2010[14])
- Emil Zopfi (2011)
- Christophe Ogier (2025) (Preisträger Piolet d’Or 2023)